# Mulungu (kommun i Brasilien, Paraíba, lat -6,98, long -35,42)
Mulungu är en kommun i Brasilien.   Den ligger i delstaten Paraíba, i den östra delen av landet, 1 700 km nordost om huvudstaden Brasília. Antalet invånare är 9 469.
Följande samhällen finns i Mulungu:
- Mulungu

Omgivningarna runt Mulungu är en mosaik av jordbruksmark och naturlig växtlighet. Runt Mulungu är det ganska tätbefolkat, med 111 invånare per kvadratkilometer.